# Звязда
Звязда (Зірка) — державна республіканська газета білоруською мовою, що видається в Білорусі.
Наклад — 40 тисяч примірників. 1972 року наклад становив 100 тисяч примірників.
Перший номер газети (російською) вийшов 27 липня 1917 року в Мінську. Того року частина номерів вийшла під заголовками «Молот» і «Буревісник». Була органом Мінського комітету РСДРП(б). З лютого до грудня 1918 та з червня до серпня 1920 року друкувалась у Смоленську, а у квітні 1919 — у Вільно. Решта часу друкувалась у Мінську. 1920 року стала друкованим органом ЦК КП(б) Білорусі. 1925 року частина матеріалів стала публікуватись білоруською мовою, а 1927 газета стала цілком білоруськомовною.
У серпні 1941 року через нацистську окупацію видання газети було припинено. У травні — вересні 1942 та січні 1943 — липні 1944 року виходила підпільно. 10 липня 1944 року, після звільнення Мінська військами РСЧА, видання газети було офіційно відновлено.
Газету нагороджено орденом Вітчизняної війни 1-го ступеня (1965) й орденом Трудового Червоного Прапора (1967).